# La Roquette-sur-Siagne
La Roquette-sur-Siagne (provenzalisch La Roqueta de Sianha) ist eine französische Gemeinde mit 5552 Einwohnern (Stand: 1. Januar 2022) im Département Alpes-Maritimes in der Region Provence-Alpes-Côte d’Azur. La Roquette-sur-Siagne gehört zum Arrondissement Grasse und ist Teil des Kantons Mandelieu-la-Napoule. Ihre Einwohner heißen Roquettans.

## Geographie
La Roquette-sur-Siagne liegt im Vallée grassoise zwischen Cannes (vier Kilometer entfernt) und Grasse (neun Kilometer entfernt) in unmittelbarer Nachbarschaft von Mougins am Fluss Siagne. Umgeben wird La Roquette-sur-Siagne von den Nachbargemeinden Mouans-Sartoux im Norden und Nordwesten, Mougins im Osten, Cannes im Süden, Mandelieu-la-Napoule im Südwesten sowie Pégomas im Westen.

## Geschichte
1026 wird in einigen Dokumenten der Abtei von Lérins das castrum Roquetta (d. i. Burg Roquetta) erwähnt. Die Burg wird an den Abt Aldebert, zugleich Bischof von Antibes, geschenkt.

### Bevölkerungsentwicklung
| Jahr      | 1962 | 1968 | 1975 | 1982 | 1990 | 1999 | 2006 | 2018 |
| Einwohner | 1241 | 1670 | 2006 | 2554 | 3642 | 4445 | 4865 | 5387 |

## Sehenswürdigkeiten
- Kirche Saint-Georges
- Kirche Saint-François-de-Sales aus dem Jahre 1760
- Kapelle Saint-Jean